# Pagamea
Pagamea es un género con 51 especies de plantas fanerógamas perteneciente a la familia de las rubiáceas. Es nativa de Sudamérica tropical.

## Taxonomía
El género fue descrito por Jean Baptiste Christophore Fusée Aublet y publicado en Histoire des Plantes de la Guiane Françoise 1: 112, pl. 44. 1775. La especie tipo es: Pagamea guianensis Aubl.   

## Especies seleccionadas
- Pagamea acrensis Steyerm. (1981).
- Pagamea anisophylla Standl. & Steyerm. (1953).
- Pagamea aracaensis Boom (1989).